# Церцвадзе, Джемал Давидович
Джемал Давидович Церцвадзе (груз. ჯემალ ცერცვაძე; 7 мая 1939, Тбилиси, Грузинская ССР, СССР — 28 января 2019, Тбилиси, Грузия) — советский гандболист, разыгрывающий, полусредний. Двукратный чемпион СССР (1962, 1964). Участник трёх чемпионатов мира (1964, 1967, 1970).

## Биография и карьера
Джемал Давидович Церцвадзе родился 7 мая 1939 года в Тбилиси. Спортивную карьеру начинал в лёгкой атлетике и баскетболе, затем перешёл в гандбол.
С 1958 по 1975 год выступал за тбилисский «Буревестник», с которым дважды выигрывал чемпионат СССР (1962, 1964). 10 раз подряд (1962—1971) становился лучшим бомбардиром чемпионатов СССР. Мастер спорта СССР. За свою карьеру забросил около 7000 мячей.
В составе сборной СССР выступал с 1959 по 1972 год. Участвовал в трёх чемпионатах мира (1964, 1967, 1970), где дважды был признан самым техничным игроком турнира и трижды включён в символическую сборную мира. За сборную СССР сыграл 78 матчей и забросил 276 мячей.
В 1980 году основал специальную школу олимпийского резерва по гандболу, которая носит его имя.
В 2014 году удостоен награды «Рыцарь спорта Грузии».
Умер 28 января 2019 года в Тбилиси.

## Достижения
- Двукратный чемпион СССР (1962, 1964)
  - Трёхкратный серебряный призёр чемпионата СССР (1965, 1966, 1967)
  - Бронзовый призёр чемпионата СССР (1963)